# Congo Francês
O Congo Francês (em francês:  Congo français) ou Médio Congo (em francês:  Moyen-Congo) foi uma colônia francesa que outrora compreendia a área dos atuais República do Congo, Gabão e República Centro Africana. Tudo começou em Brazavile em 10 de setembro de 1880, como um protetorado sobre os teques ao longo da margem norte do rio Congo, foi formalmente estabelecido como o Congo Francês em 30 de novembro de 1882,  e confirmado na Conferência de Berlim de 1884-1885. Suas fronteiras com Cabinda, Camarões, e o Estado Livre do Congo foram estabelecidas por tratados durante a próxima década. O plano para desenvolver a colônia era outorgar concessões maciças para cerca de trinta empresas francesas. A estas foram concedidas enormes faixas de terras sobre a promessa que seriam desenvolvidas. Este desenvolvimento foi limitado e atingiu principalmente a extração de marfim, borracha e madeira. Essas operações muitas vezes envolveram grande brutalidade e escravidão dos habitantes locais.
Mesmo com essas medidas a maioria das empresas perderam dinheiro. Somente cerca de dez lucraram. Muitas das vastas propriedades das empresas existiam apenas no papel, com praticamente nenhuma presença local na África.
O Congo Francês foi, por vezes conhecido como Gabão-Congo   Acrescentando formalmente o Gabão em 30 de abril de 1901,   foi rebatizado oficialmente Médio Congo (em francês:  Moyen-Congo), em 1903, ficando temporariamente dividido do Gabão, em 1906, e foram, então, reunidos na África Equatorial Francesa, em 1910, em uma tentativa de copiar o sucesso relativo da África Ocidental Francesa.
Em 1911, na sequência da Crise de Agadir, depois de um compromisso com a Alemanha assinado em Fez, a parte norte do Congo, será anexada aos Camarões alemão. Esta faixa de terra é recuperada durante a Primeira Guerra Mundial entre 1914-1915.

## Lista dos Comissários Gerais
A colônia foi administrada sob quatro comissários-gerais (commissionaires généraux) antes de sua reorganização no Médio Congo. 
- Pierre Savorgnan de Brazza (Janeiro de 1883-1897)
- Louis Albert Grodet (1897–1898)
- Henri Félix de Lamothe (1898–1901)
- Emile Gentil (1901–1903)